# هاسلو بای بیرکفلد
هاسلو بای بیرکفلد (به آلمانی: Haslau bei Birkfeld) یک منطقهٔ مسکونی در اتریش است که در وایتس واقع شده‌است. هاسلو بای بیرکفلد ۱۴٫۰۱ کیلومتر مربع مساحت دارد ۶۳۹ متر بالاتر از سطح دریا واقع شده‌است.